# Гарсия, Лукас
Лукас Габриэль Лопес Гарсия (исп. Lucas Gabriel López García; 13 января 1988, Сан-Мартин, провинция Буэнос-Айрес, Аргентина) — аргентинский футболист, полузащитник греческого клуба «Ираклис» (Лариса).

## Карьера
Воспитанник команды «Сан-Мартин» (Тукуман). В 2003 году перешёл в молодёжную команду «Гуарани Антонио Франко». С 2008 года стал выступать за основную команду клуба в низших лигах Аргентины. Летом 2011 года перешёл в румынский клуб «Чахлэул», в составе которого дебютировал в чемпионате Румынии 28 июля 2011 года, отыграв полный матч против «Спортул». 4 сентября 2014 года подписал контракт с финским клубом «Хонка», в составе которого провёл 3 матча в чемпионате Финляндии. Сезон 2015 начал в клубе второй финской лиги «ПК-35». По итогам сезона «ПК-35» занял 2 место в лиге и добился выхода в Высшую лигу, победив с общим счётом 3:2 КТП в стыковых матчах. Гарсия принял участие в обоих матчах с КТП и стал одним из героев ответной встречи, отметившись забитым голом и голевой передачей. Следующий сезон в Высшей лиге команда начала неудачно и по его итогам вернулась во второй дивизион. Сам игрок по ходу сезона подписал контракт с другим клубом Высшей лиги «Интер Турку».